# Gonzalo Fouillioux
Gonzalo Fouillioux Sánchez (Santiago, 17 de septiembre de 1991) es un periodista deportivo chileno de radio y televisión.

## Familia y estudios
Es hijo del futbolista Alberto 'Tito' Fouillioux, quien destacó en Universidad Católica y la Selección Chilena, y de Ángela Sánchez Núñez. Estudió en el Colegio Inmaculada Concepción de Vitacura, para luego estudiar Periodismo en la Universidad del Desarrollo (2010-2014).

## Carrera profesional
Ha trabajado en diversos medios radiales y televisivos. Su carrera profesional la inició en Televisión Nacional de Chile. En enero de 2016 fue reclutado por Fox Sports Chile, donde permaneció hasta inicios de 2019. Además, trabajó junto con su padre en el programa por streaming Los Fullú de Red Gol.
En noviembre de 2017 una encuesta realizada por GfK Adimark reveló que Fouillioux obtuvo 70 puntos de un puntaje máximo de 100 entre los periodistas deportivos más queridos por la audiencia.
En enero de 2019 se incorporó como comentarista deportivo de Chilevisión y TNT Sports, ambas entonces de propiedad de Turner Broadcasting System Latin America. Pese a que Chilevisión fue adquirido por Viacom (actualmente Paramount Global), continuó con sus comentarios en los segmentos deportivos de sus espacios deportivos.
Además, durante cinco años, fue uno de los conductores del programa Salimos jugando de Radio Infinita y participó de varios espacios de la emisora.
Fouillioux participa de forma frecuente junto a Manuel de Tezanos-Pinto en el canal Balong en YouTube. Desde marzo de 2023 crearon el programa Balong Radio que analiza el fútbol nacional e internacional de lunes a viernes. Además son compañeros en Todos somos técnicos de TNT Sports Chile, junto a Verónica Bianchi, Marcelo Vega, Juvenal Olmos, entre otros. 
Desde 2021, comenta partidos de la UEFA Champions League para TNT Sports México.
En septiembre de 2023, firmó contrato con Televisión Nacional de Chile para reforzar sus áreas de prensa y de deportes. Fouillioux participó de las transmisiones de los Juegos Panamericanos de Santiago 2023.  Además, desde 2024 conduce la nueva temporada del espacio de recuerdos del canal, Había una vez. 